# Гидка сестра
«Гидка сестра» (норв. Den Stygge Stesøsteren) — боді-горор 2025 року, сценаристкою і режисеркою якого стала Емілі Бліхфельдт, для котрої фільм став режисерським дебютом. У стрічці знялися Леа Майрен, Теа Софі Лох Несс, Ане Даль Торп та Фло Фагерлі, фільм використовує мотив казки «Попелюшка» і переповідає заплутану історію Ельвіри, яка змагається зі своєю прекрасною зведеною сестрою в кривавій битві за красу. Прем'єра фільму відбулася на кінофестивалі «Санденс» 23 січня 2025 року, де він відкрив опівнічну секцію.
Стрічка — міжнародне спільне виробництво Норвегії, Польщі, Швеції та Данії, була представлена в рамках програми «Панорама» на 75-му Берлінському міжнародному кінофестивалі 16 лютого 2025 року після прем'єри на фестивалі «Санденс». Фільм вийшов у норвезьких кінотеатрах 7 березня 2025 року, випущений компанією Scanbox Entertainment, а його реліз у Данії заплановано на 28 травня 2025 року та у Швеції — на 13 червня 2025 року.

## Сюжет
Ельвіра й Альма — сестри, чия мати Ребекка овдовіла. Ребекка виходить заміж удруге, за старшого овдовілого Отто в надії отримати багатство та привілеї. Внаслідок цього Ребекка стає мачухою для Агнес, його дочки. Після раптової смерті Отто у першу шлюбну ніч родина дізнається, що він був без грошей і одружився з Ребеккою через її багатство, щоб покрити борги. Але Ребекка така ж збідніла землевласниця, тому в родини забирають худобу та орні землі. Труп Отто лишається непохованим в одній з кімнат, очевидно тому, що на поховання бракує грошей. Ребекка бачать єдиний вихід зберегти статус — якнайшвидше видати старшу дочку Ельвіру заміж за принца, оскільки Альма ще не досягла статевої зрілості. Прибуває посланець від принца Джуліана і оголошує, що через 4 місяці відбудеться бал, де принц обиратиме собі наречену. Агнес при цьому зверхньо ставиться до Ребекки та її дочок через їхнє низьке становище (вони не мають приставки «фон»).
Поки Ельвіра мріє вийти заміж за недалекого принца Джуліана, Ребекка усвідомлює, що її донька не відповідає стандартам краси і тому має мало шансів завоювати його прихильність, особливо якщо Агнес змагатиметься за його увагу. Щоб зробити Ельвіру більш бажаною, Ребекка наймає майстра, який піддає дівчину серії болісних та примітивних пластичних операцій, а також змушує ковтнути яйце стрічкового черв'яка для схуднення. Ельвіру також змушують брати уроки манер і танців у пансіонаті, що призводить до того, що її початкове захоплення Агнес перетворюється на обурення, оскільки вона вважає, що Агнес не довелося докладати зусиль аби мати гарну зовнішність і таланти. Ельвіра випадково бачить у лісі Джуліана, який зневажливо коментує її зовнішність перед товаришами.
Одної ночі Ельвіра виявляє, що Агнес займається сексом з Ісаком, конюхом, і повідомляє про це Ребеці. Сповнена огиди, Ребекка робить Агнес служницею, і родина починає називати її Попелюшкою. З наближенням королівського балу Ельвіра стає недоїдати, оскільки її стрічковий черв'як збільшується в розмірах, а волосся починає випадати, коли його розчісує Агнес. Лікар пришиває Ельвірі до повік штучні вії, через що вона деякий час носить пов'язку на очах. Тренерка в пансіонаті тим часом стає дедалі роздратованішою, бо її учениці не справляються з завданнями.
Під час примірки суконь з матір'ю продавець дарує Ельвірі перуку та сукню. Він помічає красу Агнес і недоречно до неї залицяється. Вона з огидою плює на нього та на підлогу, а Ребекка наказує їй прибрати. Коли вони повертаються, Ельвіра бачить як Агнес приміряє бальну сукню та гнівно знищує одяг. Тим часом Альма лякається, коли вночі у неї починаються перші місячні. Поки Агнес вирушає до кімнати, в якій досі лежить труп її батька. Її біологічна мати з'являється в білому, щоб дати їй черевички, і попереджає, що Агнес чекатиме карета, але до півночі карета перетвориться на гарбуз. Личинки на трупі Отто стають шовкопрядами та лагодять сукню Агнес.
На балу вельможі спостерігають за гостями, при цьому брудно їх коментуючи. Ельвіра приваблює принца Джуліана, але його увагу швидко перетягує Агнес у вуалі. Ельвіра тікає до іншої кімнати та вибльовує яйця стрічкових черв'яків. Ребекка вимагає, щоб Ельвіра негайно повернулася на бал і знайшла собі багатого нареченого. Під час танцю Ельвіра впізнає Агнес і та поспішно тікає, загубивши черевичок.
Принц Джуліан наказує розшукати власницю черевичка. Вдома Ельвіра змушує Агнес віддати їй інший черевичок, але вони замалі для неї. Тоді Ельвіра починає відрізати собі пальці сікачем, при цьому їй не вдається зробити це цілком. Її знаходять Ребекка та Альма, остання з яких жахається, коли Ребекка розуміє задум дочки і наказує рубати пальці на інші нозі.
Наступного ранку поранена Ельвіра чує сурми, що сповіщають про прибуття принца. Вона повзе по підлозі, не в змозі ходити, і падає зі сходів, ламаючи носа та відколюючи зуба, лише для того, щоб виявити, що Агнес і принц успішно знайшли одне одного, що зробило її зусилля марними. Зазнавши поразки, Ельвіра приймає від Альми протиотруту проти стрічкового черв'яка і вибльовує його. Сестри вирішують покинути матір, щоб жити вільно від її впливу, поки Ребекка починає спокушати чоловіка, з яким познайомилася на балу. Труп Отто продовжує лежати в будинку. Ворони розкльовують мертвого черв'яка на подвір'ї.

## Акторський склад
- Леа Майрен[no] — Ельвіра
- Ане Даль Торп[no] — Ребекка
- Теа Софі Лох Несс[no] — Агнес
- Фло Фагерлі[d] — Альма
- Ісак Калмрот[sv] — принц Джуліан
- Мальте Ґордінгер[sv] — Ісак
- Ральф Карлссон[sv] в ролі Отто
- Сесілія Форсс[sv] — Софі фон Кроненберг
- Катажина Герман[pl] — мадам Ваня
- Адам Лундгрен — Доктор Естетик
- Віллі Рамнек Петрі[d] — Фредерік фон Блекфіш
- Кірре Хеллум[no] як Ян
- Оксана Черкашина — кухар
- Річард Форсгрен[sv] — дворецький
- Агнешка Жулевська[pl] як мати Агнес

## Виробництво
Сценаристка та режисерка Емілі Бліхфельдт почала розробку фільму «Потворна зведена сестра» під час роботи над своїм дипломним проектом у Норвезькій кіношколі. Спочатку слідуючи за жінкою з «балакучою вульвою, яка говорить їй, що вона самотня», Бліхфельдт надихнулася «Ашенпуттеллем», версією історії про Попелюшку братів Грімм, і переосмислила персонажа як одну зі зведених сестер Попелюшки, яка відрізає собі пальці на ногах, щоб взути скляний туфель. Вона не була знайома з жанром боді-горору, доки у 2015 році не подивилася фільм Девіда Кроненберга 1996 року «Автокатастрофа», який спонукав її «глибоко зануритися у все, що пов'язано з Кроненбергом» та відкрити для себе фільмографії італійських кінорежисерів Даріо Ардженто та Лучо Фульчі. Їхні фільми, разом із фільмом Жюлії Дюкурно «Сире» (2016), спонукали її використати боді-горор для фільму. Сценарій був натхненний «власними труднощами Бліхфельдт з образом її тіла», вона мала на меті «викликати як співчуття, так і дискомфорт, і надихнути глядачів [фільму] замислитися над своїм сприйняттям краси та ставленням до неї».
Коли вона росла, Бліхфельдт регулярно дивилася норвезький дубляж «кемп-фільму» «Три горішки для Попелюшки», який, на її думку, вплинув на візуальний стиль «Потворної зведеної сестри», надихнувши «створити позачасове, відчуття „колись давним-давно“». Валеріан Боровчик, польський режисер, відомий створенням порнографічних фільмів, мав «несподіваний» вплив на Бліхфельдт, якій подобався спосіб зйомки «природних, красивих тіл» та «зухвала, сексуальна гротескність» його робіт.
Фільм був спродюсований Марією Екерховд з «Mer Film» у копродукції з Лізетт Йонич, Zentropa Sweden, Маріушем Влодарським, Lava Films та Тейсом Норгордом, Motor, за підтримки Норвезького інституту кіномистецтва, Польського фонду стимулювання виробництва та Польського інституту кіномистецтва, Шведського інституту кінематографії, Данського інституту кінематографії, Єврімаж, DR, Кінопремії Північної ради та Західно-норвезького кінофонду. Дистриб'ютором є Scanbox Entertainment, тоді як права на міжнародний продаж належать Memento International.
До знімальної групи фільму входили художник по костюмах Манон Расмуссен, оператор Марсель Зіскінд, монтажер Бордер Олівія Неергард-Хольм, керівник відділу візуальних ефектів Петер Хьорт та художник з візуальних ефектів Томас Фольдберг.

## Реліз
Прем'єра фільму «Потворна зведена сестра» відбулася на кінофестивалі «Санденс» 23 січня 2025 року в опівнічній секції, а також у секції «Панорама» 75-го Берлінського міжнародного кінофестивалю 16 лютого 2025 року.
Shudder, американський OTT-сервіс відео на вимогу за передплатою, придбав права на розповсюдження для Північної Америки, Великої Британії, Австралії та Нової Зеландії у грудні 2024 року. Фільм також був проданий компанією Memento компаніям ESC FIlms Capelight, Beta Film, Lev Cinema, ADS, Cay Films, Cine Canibal, New Select, House of M, PT Falcon, Estin Film та Vendetta Filmes.
Фільм вийшов у норвезький прокат 7 березня 2025 року, випущений компанією Scanbox.
Фільм вийшов у кінотеатрах США 18 квітня 2025 року, випущений компанією IFC Films.

## Сприйняття
На сайті агрегатора рецензій Rotten Tomatoes 96 % рецензій критиків позитивні. Консенсус вебсайту стверджує: «Додавши молоток і зубило до квінтесенції-казки, „Гидка сестра“ майстерно застосовує кров і підступи — це те, з чого зроблені кошмари». Metacritic, який використовує середньозважену оцінку, присвоїв фільму 70 балів зі 100, що вказує на «загалом схвальні» відгуки.
Згідно з рецензією Жанетт Кацуліс у The New York Times, «Гидка сестра» — це кіно про одержимість метою, яка ніколи не буде такою, як уявляється. Його сцени легко переходять від огидних до розкішних, від гротескних до чарівних. Краса в цій казці є єдиною валютою, а романтика — ілюзією. На балу матері демонструють своїх чепурних, прикрашених доньок, як виставкових собак; але справжній інтерес камери полягає в плоті під вбранням, яку люди готові калічити, щоби сподобатися комусь і стати багатими.
Пітер Бредшоу у The Guardian виніс вердикт, що Емілі Бліхфельдт дебютує у повнометражному фільмі з геніальною ревізіоністською версією «Попелюшки» у стилі боді-горору, одночасно розкішно костюмованою та продуманою. Її фільм разом із тим усвідомлює сексуальні та патріархальні витоки оригінальної казки. Зважаючи на останнє, фільм також натякає, що «фетишизм тілесних придатків» у таких обставинах важливіший за обличчя, тому принц обирає собі дружину за формою черевичка.
Маршалл Шаффер Slant виділив, що тон фільму змінюється в бік гротескно-комічного, в міру того, як Ельвіра дедалі більше нищить себе. Прагнення до зовнішньої краси, щоб зачарувати принца, роз'їдає душу Ельвіри, спричиняючи фізичні каліцтва. Бліхфельдт особливо насолоджується жорстокою іронією в невідповідності між величезною кількістю часу, який жінки витрачають, щоб зробити себе бажаними, і миттєвими судженнями чоловіків про їхню сексуальну привабливість. Сама назва в фільмі є жартом, оскільки потворна не сестра, а система, під яку вона хоче підлаштуватися.

### Нагороди та номінації
| Нагорода                              | Дата           | Категорія                                                             | Одержувачі       | Результат | Прим.  |
| ------------------------------------- | -------------- | --------------------------------------------------------------------- | ---------------- | --------- | ------ |
| Берлінський міжнародний кінофестиваль | 23 лютого 2025 | Приз глядацьких симпатій «Панорама» за найкращий повнометражний фільм | Емілі Бліхфельдт | Номінація | [ 27 ] |